# André Silva (calciatore 1997)
André Oliveira Silva, noto semplicemente come André Silva (Taboão da Serra, 3 giugno 1997), è un calciatore brasiliano, attaccante del San Paolo.

## Caratteristiche tecniche
È un centravanti.

## Carriera
Cresciuto nel settore giovanile del Rio Ave, debutta in prima squadra il 28 gennaio 2019 in occasione dell'incontro di Primeira Liga vinto 2-0 contro il Marítimo.
Al termine della stagione passa a titolo definitivo all'Arouca.

## Statistiche

### Presenze e reti nei club
Statistiche aggiornate al 24 maggio 2025.
| Stagione                 | Squadra                  | Campionato               | Campionato | Campionato | Coppe nazionali | Coppe nazionali | Coppe nazionali | Coppe continentali | Coppe continentali | Coppe continentali | Altre coppe | Altre coppe | Altre coppe | Totale | Totale |
| Stagione                 | Squadra                  | Comp                     | Pres       | Reti       | Comp            | Pres            | Reti            | Comp               | Pres               | Reti               | Comp        | Pres        | Reti        | Pres   | Reti   |
| ------------------------ | ------------------------ | ------------------------ | ---------- | ---------- | --------------- | --------------- | --------------- | ------------------ | ------------------ | ------------------ | ----------- | ----------- | ----------- | ------ | ------ |
| 2018-2019                | Rio Ave                  | PL                       | 2          | 0          | CP+CdL          | 0               | 0               | -                  | -                  | -                  | -           | -           | -           | 2      | 0      |
| 2019-2020                | Arouca                   | CdP                      | 12         | 1          | CP              | 3               | 0               | -                  | -                  | -                  | -           | -           | -           | 15     | 1      |
| 2020-2021                | Arouca                   | SL                       | 27+2       | 6+1        | CP              | 1               | 0               | -                  | -                  | -                  | -           | -           | -           | 30     | 7      |
| 2021-2022                | Arouca                   | PL                       | 31         | 9          | CP+CdL          | 1+2             | 0+1             | -                  | -                  | -                  | -           | -           | -           | 34     | 10     |
| Totale Arouca            | Totale Arouca            | Totale Arouca            | 70+2       | 16+1       |                 | 7               | 1               |                    | -                  | -                  |             | -           | -           | 79     | 18     |
| 2022-2023                | Vitória Guimarães        | PL                       | 23         | 6          | CP+CdL          | 2+3             | 0               | UECL               | 4                  | 0                  | -           | -           | -           | 32     | 6      |
| 2023-mar. 2024           | Vitória Guimarães        | PL                       | 22         | 10         | CP+CdL          | 3+1             | 2+0             | UECL               | 2                  | 1                  | -           | -           | -           | 28     | 13     |
| Totale Vitória Guimarães | Totale Vitória Guimarães | Totale Vitória Guimarães | 45         | 16         |                 | 9               | 2               |                    | 6                  | 1                  |             | -           | -           | 60     | 19     |
| 2024                     | San Paolo                | A1/SP+A                  | 1+30       | 0+7        | CB              | 4               | 0               | CL                 | 8                  | 1                  | -           | -           | -           | 43     | 8      |
| 2025                     | San Paolo                | A1/SP+A                  | 13+10      | 5+3        | CB              | 2               | 0               | CL                 | 4                  | 3                  | -           | -           | -           | 29     | 11     |
| Totale San Paolo         | Totale San Paolo         | Totale San Paolo         | 14+40      | 5+10       |                 | 6               | 0               |                    | 12                 | 4                  |             | -           | -           | 72     | 19     |
| Totale carriera          | Totale carriera          | Totale carriera          | 173        | 48         |                 | 22              | 3               |                    | 18                 | 5                  |             | -           | -           | 213    | 56     |